# Ira Tuba
Ira Aurora Tuba (ur. 20 lutego 1993) – serbska zapaśniczka walcząca w stylu wolnym. Czternasta na mistrzostwach Europy w 2012. Brązowa medalistka mistrzostw śródziemnomorskich w 2012. Występuje również w grapplingu i zapasach plażowych, medalistka MŚ i ME.